# Phaius
Phaius är ett släkte av orkidéer. Phaius ingår i familjen orkidéer.

## Bildgalleri

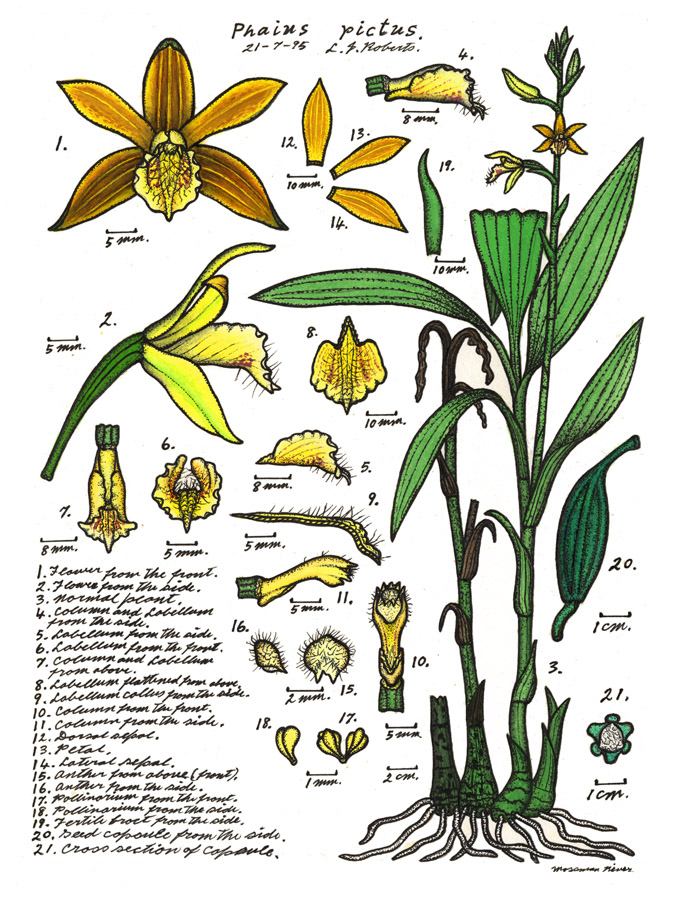
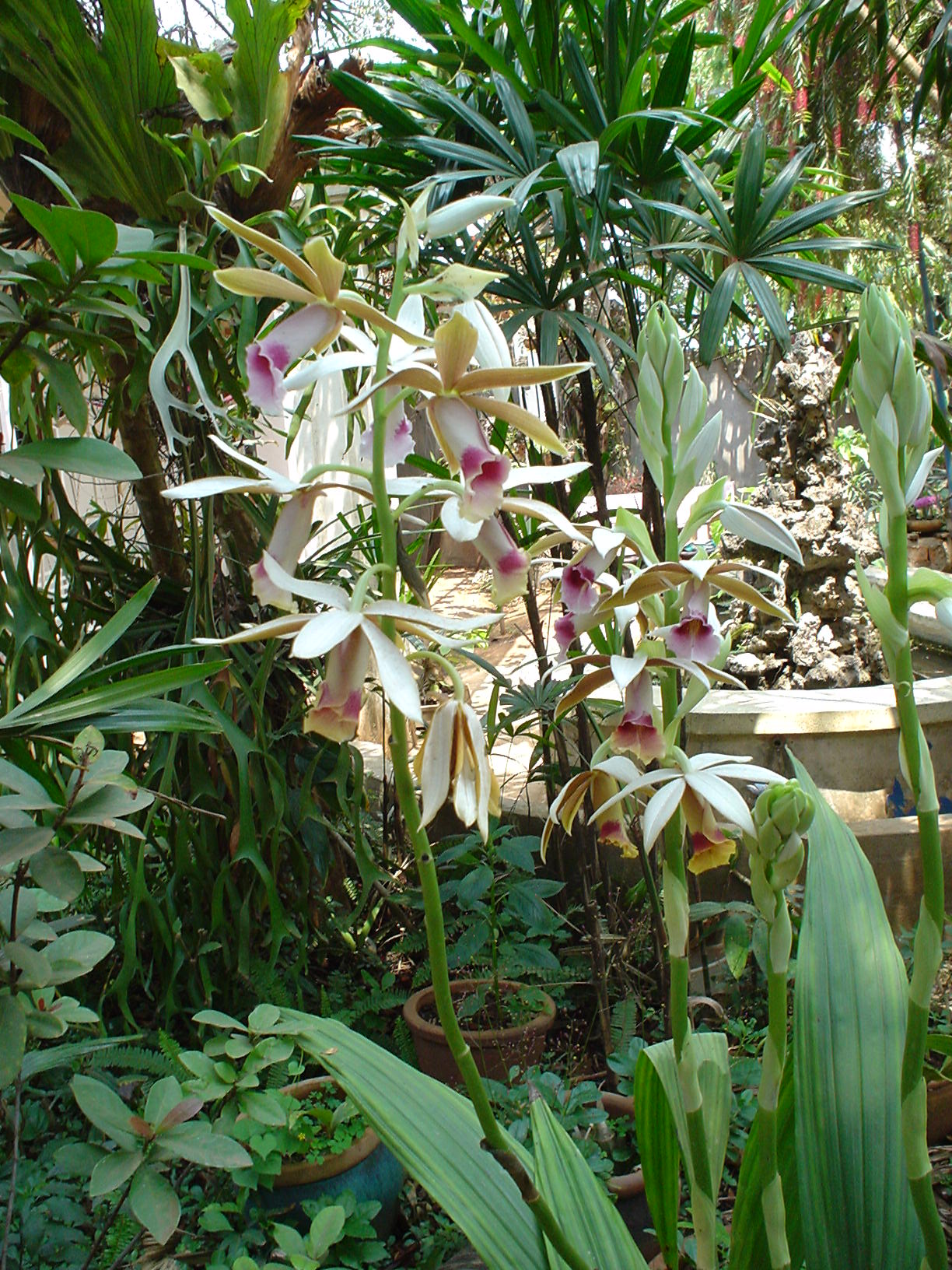
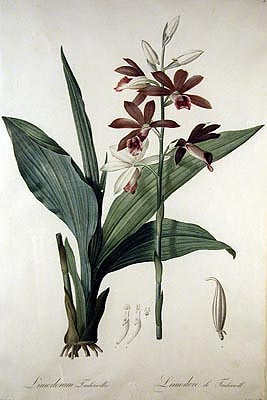

## Dottertaxa tillPhaius, i alfabetisk ordning[1]
- Phaius amboinensis
- Phaius australis
- Phaius baconii
- Phaius borneensis
- Phaius callosus
- Phaius columnaris
- Phaius corymbioides
- Phaius daenikeri
- Phaius delavayi
- Phaius ecalcaratus
- Phaius flavus
- Phaius fragilis
- Phaius grandiflorus
- Phaius gratus
- Phaius hainanensis
- Phaius hekouensis
- Phaius indigoferus
- Phaius indochinensis
- Phaius klabatensis
- Phaius labiatus
- Phaius longibracteatus
- Phaius luridus
- Phaius lyonii
- Phaius mannii
- Phaius mishmensis
- Phaius montanus
- Phaius nanus
- Phaius occidentalis
- Phaius pauciflorus
- Phaius philippinensis
- Phaius pictus
- Phaius pulchellus
- Phaius reflexipetalus
- Phaius robertsii
- Phaius stenocentron
- Phaius subtrilobus
- Phaius takeoi
- Phaius tankervilleae
- Phaius tenuis
- Phaius tetragonus
- Phaius tonkinensis
- Phaius trichoneurus
- Phaius wallichii
- Phaius wenshanensis
- Phaius villosus